# ラジ+ (TAS)
『ラジ+ (TAS)』（ラジタス）は、2024年4月1日から福井放送運営のFBCラジオで毎週月曜 - 金曜 8:20 - 15:30（日本標準時）に放送されているワイド番組。

## 概要
2023年度（2024年3月29日）まで同局で放送されていた『良ーいドン!!』（午前中）と『午後はとことん よろず屋ラジオ』（午後）を統合する形で誕生した帯番組。「毎日がスペシャル」をコンセプトに、最新のニュース・天気予報の他、帯コーナー・曜日別コーナーなどを織り込み展開する。
番組は、11:45まで放送される午前の部と、フロート枠を挟んで13:00から放送される午後の部の2部構成となっている。このうち午前の部は、福井市高柳2丁目のTRETAS（トレタス）内にあるサテライトスタジオ「グリーンスタジオ」からの公開生放送となる。

## パーソナリティ
午前には男女の出演者がペアでパーソナリティを、午後には男性出演者が1人でパーソナリティを務める。
- 月曜日：伊藤裕樹（FBCアナウンサー）、揚原妃織（FBCアナウンサー）
- 火曜日：伊藤裕樹（FBCアナウンサー）、岩本紀美子
- 水曜日：稲木聡（FBCアナウンサー）、阿部真由美（FBCパーソナリティ）
- 木曜日・金曜日：重盛政史（FBCアナウンサー）、堀内くみ子

## 放送されるコーナー
2024年3月当時のFBCラジオ番組表の「次の週」ページに記載されていた内容からの参考。

### 随時
- FBCニュース・天気予報
- 交通情報
- エコーメイト

### 午前の部
- ラジTASジャーナル
- アーティストアルバム
- 福運マルシェ ハッピータイム
- 若狭ほっと直送便（月・水・金曜）

### 午後の部
- ラジオショッピング
- ミュージッククリップ
- ラジTASミュージックプラス

### 曜日別コーナー
- 月曜日
  - ふくいさん
  - BOOK LIFE
  - 還暦ソングス
  - 北陸ネット3県ポン（北日本放送・北陸放送と同時ネット）
- 火曜日
  - もちこみアルバム♪
  - あぐラジ（第2・4週）
- 水曜日
  - ラジTASシネマ
  - ラジTAS Wednesday Battle!
- 木曜日
  - ダジャレTAS
  - こんにちは！朝日新聞福井総局です（ニュース解説）
- 金曜日
  - お尋ね！仕事人

### フロート番組
- 11:45 - 12:00：通販番組
- 12:00 - 12:10：ランチタイムニュース（文化放送製作）
- 12:10 - 12:40：（日替わり番組 番組販売制作会社製作）
  - 月曜：由紀さおりのハートフルソングブック（日曜 5:30 - 6:00 再放送あり）
  - 火曜：小松亮太の音楽世界旅行（土曜 8:30 - 9:00 再放送あり）
  - 水曜：純烈 スーパー銭湯!!（土曜 21:00 - 21:30 再放送あり）
  - 木曜：ミュージックフォーエバー
  - 金曜：シティーポップコレクション
- 12:40 - 12:50：加来耕三の「歴史あれこれ」（番組販売制作会社製作）
- 12:50 - 13:00：
  - 月曜 - 木曜：歌謡喫茶・昭和（番組販売制作会社製作）
  - 金曜：強くてやさしい金曜日（TBSラジオ製作）